# كوانهيري ديفيري جاكوبس
كوانهيري ديفيري جاكوبس هي ممثلة كندية ولدت في 8 أغسطس 1998.